# Sune Isacson
Sune Ingewald Isacson, född 7 november 1931 i Överlida, Älvsborgs län, död 13 juni 2023 i Falkenberg, var en svensk läkare.
Isacson, som var son till fabrikör Iwar Isacson och Ester Isacson, avlade studentexamen i Halmstad 1951, blev medicine kandidat 1955, medicine licentiat 1960 och medicine doktor och docent 1971, allt vid Lunds universitet. Efter att ha varit underläkare vid anestesiavdelningen och kirurgiska kliniken på Borås lasarett blev han underläkare vid kirurgiska universitetsklinikens kärlkirurgiska avdelning på Malmö allmänna sjukhus 1968 och överläkare vid kirurgiska kliniken på Halmstads lasarett 1976. Han var ordförande i Sveriges Yngre Läkares Förenings avdelning för södra Älvsborg 1953–1955. Han författade skrifter i kirurgi samt koagulations- och fibrinolysforskning.